# Lambula fulginosa
Lambula fulginosa är en fjärilsart som beskrevs av Rothschild 1912. Lambula fulginosa ingår i släktet Lambula och familjen björnspinnare. Inga underarter finns listade i Catalogue of Life.